# لوكهيد إف-94 ستارفاير
لوكهيد إف-94 ستارفاير (Lockheed F-94 Starfire) كان الجيل الأول من الطائرات النفاثة التابعة لقوات الجوية الأميركية. تم تطويره من من طائرة لوكهيد تي-33 شوتينغ ستار في أواخر 1940 باعتبارها طائرة اعتراضية تعمل في كل أحوال الطقس وعلى مدار اليوم.

## الطرازات المختلفة من الطائرة

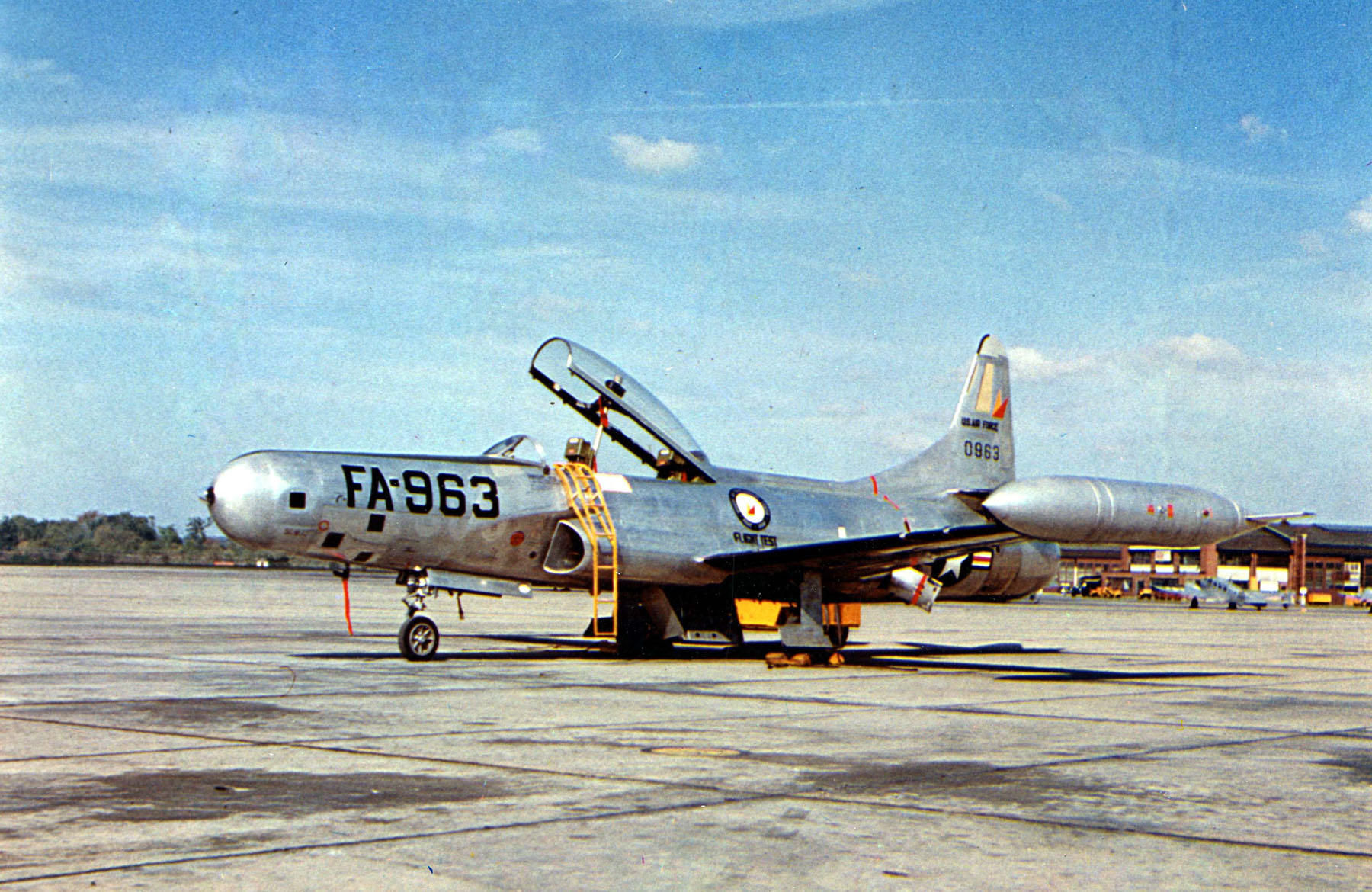
ستار فاير إي أف-94 سي

واي أف-94
مطورة من طائرة TF-80Cs. انتج نموزجين.
أف-94آي
الإنتاج الأول. انتج 109 طائرة.
واي أف-94بي
تعديل لطائرة أف-94آي بإضافة مدير طيران جدبد وتعديل الأنظمة الهيدروليكية ومخزني جناح أوسع..
أف-94بي
نموذج الإنتاج على أساس واي أف-94بي , انتج 355 طائرة.
واي أف-94سي
طائرة F-94B بمحرك برات اند ويتني جاي48. انتج طائرتين.
أف-94C ستارفاير
نسخة الإنتاج من واي أف-94سي مع أنف أطولووصع الصواريخ نحت الجسم، انتج 387 طائرة.
إي أف-94سي
اختبار الطائرات المقترحة استطلاع البديل
واي أف-94دي
النموذج بمقعد واحد. الغي البرنامج قبل اكتمال النموذج.
أف-94دي
نسخة الإنتاج من واي أف-94سي. الغي البرنامج قبل يناء أي طائرة..
واي أف-97آي
سميت YF-94C في الأصل.
أف-97آي
الاسم الأصلي لـ أف-94C.

## المواصفات
الخصائص العامة
- طول: 38 قدم 1 بوصة (11.6 م)
- باع الجناح: 9 قدم 10 بوصة (3 م)
- ارتفاع: 6 قدم 11 بوصة (2.1 م)
- الوزن الإجمالي: 7,937 رطل (3,600 كـغ)
- محركات: 1 × Marquardt XRJ43-MA محرك نفاث تضاغطي (Sustainer)
- محركات: 2 × Thiokol XM45 (5KS50000) صاروخ ذو وقود صلبs, 50,000 رطلق (222 كـن) thrust  الواحد for 5s (Boosters)

أداء
- السرعة القصوى: Mach 4.3
- مدى: 113 nmi؛ 130 ميل (210 كـم)
- سقف الخدمة: 98,000 قدم (30,000 م)

### الاستشهادات
1. ↑  Francillon 1982, p. 295.
2. ↑  Angelucci and Bowers 1987, p. 280.
3. ↑  Knaack 1982, p. 105.
4. ↑  "The Shape of Tomorrow's Planes." Popular Mechanics, March 1954, p. 136, cutaway drawing of F-94C. نسخة محفوظة 15 ديسمبر 2019 على موقع واي باك مشين.
5. ↑  see external links for a very rare photo of the YF-94D under construction – note position of machine guns on top of nose instead of below nose as with other F-94 models

## وصلات خارجية
- F-94 الرقم التسلسلي موقع المشروع
- ACIG F-94
- طرت مع طائرة المدافعين قبل ديفون فرانسيس كبيرة 1951 المادة العملية من أول F-94A الوحدة مع صور نادرة
- aerofiles.com صورة نادرة جزئيا شيدت YF-94D قبل أن يتم إلغاؤه – لم طار